# Arcuphantes cavaticus
Arcuphantes cavaticus là một loài nhện trong họ Linyphiidae.
Loài này thuộc chi Arcuphantes. Arcuphantes cavaticus được Ralph Vary Chamberlin & Wilton Ivie miêu tả năm 1943.